# Wuttichai Asusheewa
Wuttichai Asusheewa (thailändisch วุฒิชัย อะสุชีวะ, * 14. September 1983 in Kalasin) ist ein thailändischer Fußballspieler.

## Karriere
Wuttichai Asusheewa stand von 2007 bis 2011 bei Rajnavy Rayong, dem heutigen Navy FC, unter Vertrag. Der Verein spielte in der ersten Liga, der Thai Premier League. Ende 2007 musste er mit dem Verein in die zweite Liga absteigen. 2008 wurde er mit Rajnavy Tabellendritter und stieg direkt wieder in die erste Liga auf. Ende 2011 stieg der Verein wieder in die zweite Liga ab. Nach dem Abstieg verließ er den Verein und schloss sich dem Trat FC an. Mit dem Verein aus Trat spielte er in der dritten Liga, der damaligen Regional League Division 2, in der Central/East-Region. Als Tabellendritter am Ende der Saison stieg man in die zweite Liga auf. Nach dem Aufstieg wechselte er zum Erstligaaufsteiger Suphanburi FC nach Suphanburi. Bis Mitte 2014 spielte er neunzehnmal für den Klub in der ersten Liga. Nach der Hinserie unterschrieb er einen Vertrag beim Ligakonkurrenten Osotspa FC. Achtmal lief er für Osotspa in der Rückserie auf. Der Zweitligist PT Prachuap FC aus Prachuap Khiri Khan verpflichtete ihn ab 2015 für zwei Jahre. Royal Thai Fleet FC, ein Viertligist aus Sattahip nahm ihn ab 2017 unter Vertrag. Mit dem Klub spielte er in der vierten Liga, der Thai League 4, in der Eastern Region. Der ebenfalls in Sattahip beheimatete Drittligist Marines Eureka FC nahm ihn ab Mitte 2019 unter Vertrag. Ende 2019 musste er mit den Marines in die vierte Liga absteigen.